# Subfusil Lanchester
El Lanchester fue un subfusil empleado por las tropas británicas durante la Segunda Guerra Mundial.

## Historia
En 1940, tras el final de la evacuación de Dunkerke, la RAF decidió adoptar algún modelo de subfusil para la defensa de sus bases. Sin tiempo disponible para desarrollar un arma nueva, se decidió adoptar una copia directa del subfusil alemán MP28, disponible entre las armas capturadas. El periodo era de tal desesperanza que el Almirantazgo Británico decidió seguir los pasos de la RAF en la adopción de la nueva arma, jugando un papel clave en su diseño. Pero a causa de una serie de hechos confusos, únicamente el Almirantazgo adoptó el Lanchester en servicio. 
La copia británica del MP28 recibió la denominación general de Lanchester por George Lanchester, el cual estaba a cargo de la producción del arma en la Sterling Armament Company, la misma empresa que más tarde produciría el Sterling, actual subfusil estándar de varias naciones.
El Lanchester había sido pensado como un arma que podía emplearse para vigilar prisioneros y apoyar los equipos de desembarco y asalto. Era un subfusil muy sólido y extremadamente pesado, todo lo contrario al Sten. El Lanchester tenía una pesada culata y un guardamano de madera, un cerrojo y una recámara de acero mecanizado, así como el brocal del cargador hecho de latón macizo, material predilecto para la construcción naval. Se le agregaron unos cuantos detalles típicos de la época, tales como un riel bajo el cañón para montar una larga bayoneta británica. El estriado del ánima del cañón era ligeramente diferente del subfusil alemán original, para poder aceptar los diversos tipos de cartuchos 9 mm que habían sido comprados para ser empleados con el arma. El Lanchester también empleaba la misma culata y guardamanos que el Lee-Enfield SMLE.

## Operación
El cargador del Lanchester era recto y tenía una capacidad útil, aunque pesada, de cincuenta cartuchos 9 x 19 Parabellum. La inserción de estos en el cargador era facilitada por un resalte en la parte superior del cajón de mecanismos. El primer modelo, el Lanchester Mk I, podía disparar tanto en modo semiautomático como en modo automático. En el Lanchester Mk I* se cambió a modo automático únicamente, varios modelos Mk I siendo convertidos al estándar Mk I* en los talleres de la Royal Navy.

## Historial de servicio
Aun siendo la copia de un diseño alemán, dio un buen servicio con la Royal Navy durante la guerra y unos cuantos años después. El Lanchester era mucho más pesado que el Sten y tenía la misma tendencia a disparar accidentalmente si caía al suelo o golpeaba un objeto duro mientras estaba amartillado y cargado. Los últimos Lanchester fueron retirados del servicio activo por la Royal Navy durante la década de 1970, pasando a ser buscados artículos de colección.

## Usuarios
- Reino Unido[1]
- Países Bajos[1]
  - Indias Orientales Neerlandesas[1]